# 王万青
王万青（1944年12月—2024年10月14日），男，汉族，上海人，中华人民共和国医生，甘肃省玛曲县人民医院原外科主任，感动中国2010年度人物，白求恩奖章获得者，中国医师奖获得者，中共十八大代表。